# Aphragmus
Aphragmus é um género botânico pertencente à família Brassicaceae.